# Ecúmena
Ecúmeno é a área habitável ou habitada da Terra e apresenta condições adequadas à ocupação humana. Há também regiões de clima menos agradável que se encontram, porém, ocupadas. Muitas cidades do Canadá e norte da Europa e da Ásia, por exemplo, apresentam invernos super rigorosos, mas, mesmo assim, suportáveis pelos seus habitantes.

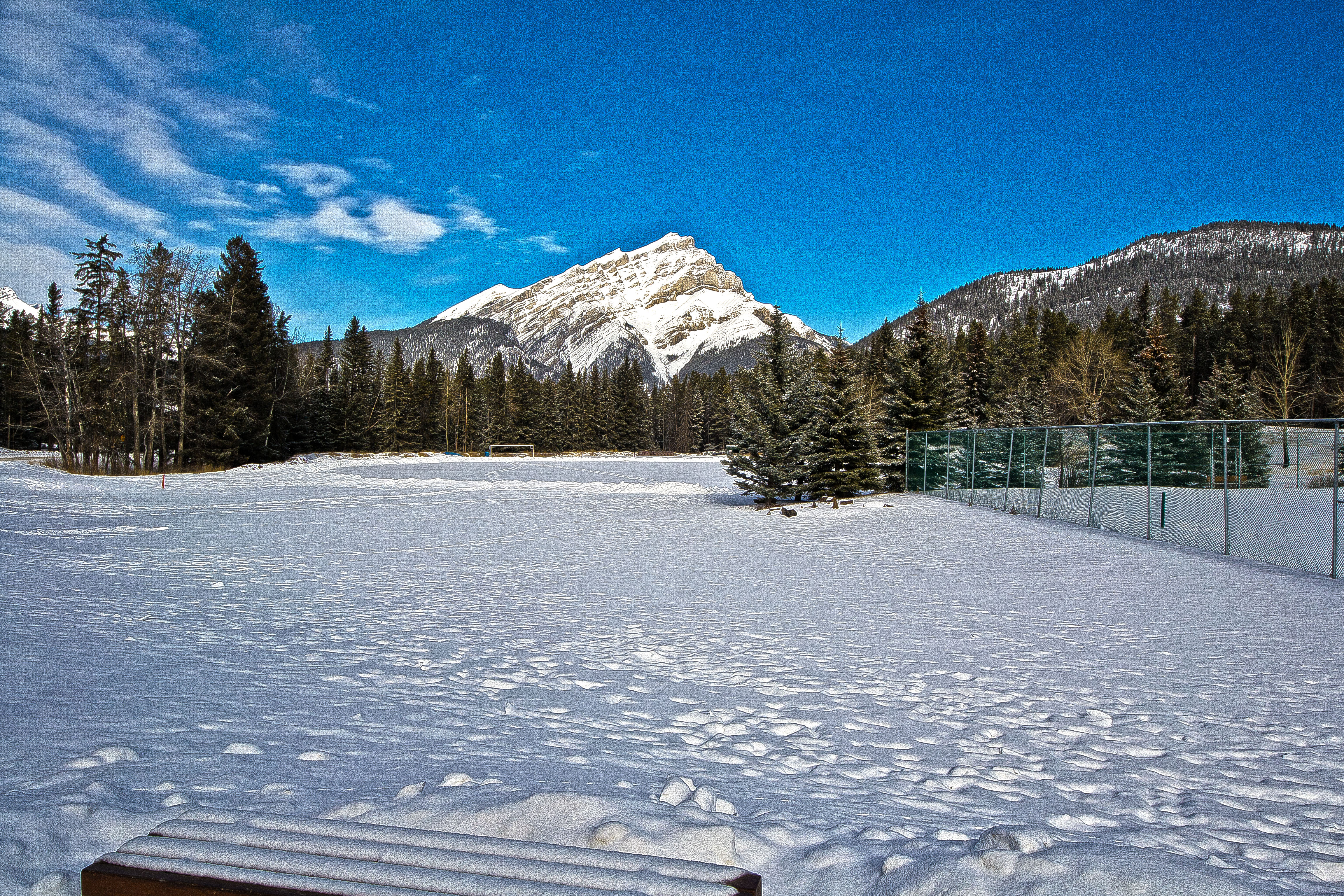
Inverno no Canadá

Um exemplo ocorre na cidade canadense de Montreal. Essa cidade possui diversos túneis e galerias subterrâneas, usados intensamente nos meses de inverno, quando as temperaturas se encontram muito baixas.

## Etimologia
O ecúmeno, do grego, oikoumêne, que, significa "habitada (a Terra)"

## Grécia
Os antigos geógrafos gregos e, romanos ,sabiam o tamanho aproximado do globo, mas, permaneciam ignorantes de muitas de suas partes. Eratóstenes de Cirene (276-196 a.C.) deduziu a circunferência da Terra com notável precisão, dentro de 10% do valor correto. O cartógrafo grego Crates criou um globo por volta de 150 a.C.

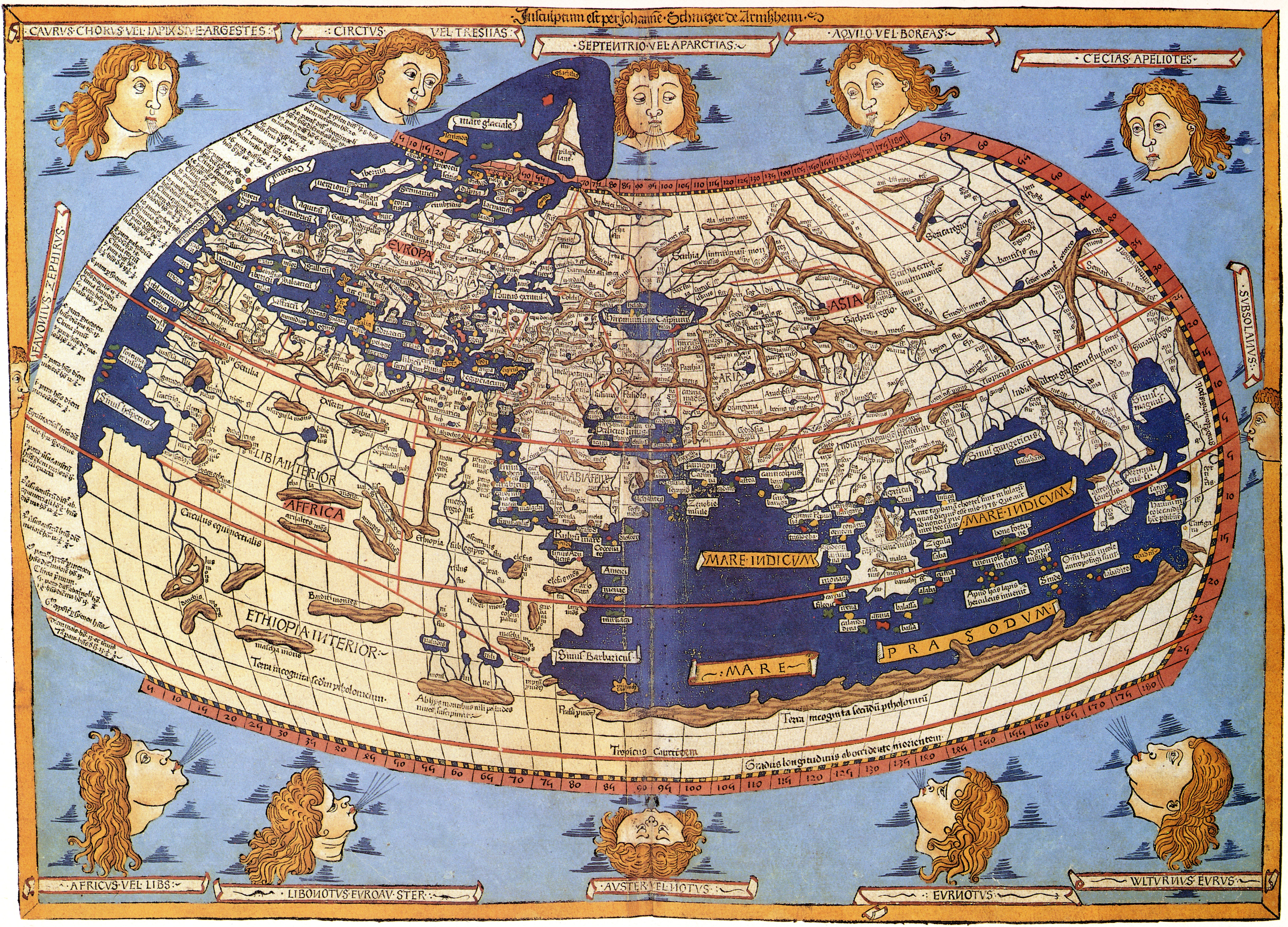
Um mapa-múndi ptolemaico da Geografia (Johannes Schnitzer, 1482)

Cláudio Ptolomeu (83-161) calculou a superfície da Terra em sua Geografia e, descreveu a parte habitada como abrangendo 180 graus de longitude, das Ilhas Afortunadas no oeste até Serica (norte da China) no leste e, cerca de 80 graus de latitude, de Thule no norte até anti-Meroë abaixo do equador. Em sua extensão máxima possível, a ecumena antiga, se estendia do Norte da Europa até a África equatorial e, do Oceano Atlântico até o oeste da China.
Durante a Idade Média, essa imagem do mundo foi ampliada para acomodar a Escandinávia, o Atlântico Norte, o Leste Asiático e, eventualmente, a África subequatorial. Ptolomeu e, outros geógrafos antigos estavam bem cientes de que, tinham uma visão limitada da ecumena e, que, seu conhecimento se estendia a apenas um quarto do globo.

Esses geógrafos reconheciam a existência de terrae incognitae, 'terras desconhecidas', dentro da África, Europa e, Ásia. A crença na simetria global levou muitos geógrafos greco-romanos a postular outros continentes em outras partes do globo, que, existiam em equilíbrio com a ecumena: Perioeci (lit. 'ao lado da ecumena'), Antoeci ('oposto à ecumena') e, os Antípodas ('oposto aos pés'). 